# Chiuse dei Navigli
Le chiuse dei Navigli (chiamate conche dal Novecento) sono opere idrauliche ingegneristiche della città di Milano risalenti alla metà del Quattrocento. Nacquero nel 1457 su iniziativa di Francesco Sforza, che iniziò a pensare di regolamentare la circolazione delle acque dei Navigli a Milano. L'apice di questo progetto venne raggiunto nel 1496, anno nel quale Leonardo da Vinci venne eletto Ingegnere Ducale. Da quel momento, iniziò il progetto delle chiuse dei Navigli. Nei secoli successivi, le chiuse vennero ristrutturate e/o modificate, portando Milano ad avere una fitta rete di collegamenti acquatici. 

## Storia

### L'arrivo di Leonardo da Vinci a Milano
La progettazione delle chiuse dei Navigli è legata al rapporto di Leonardo Da Vinci con la città di Milano. A causa del fascino culturale esercitato dagli artisti provenienti dalla città di Firenze, Leonardo si trasferì a Milano nel 1482 su invito del ducato milanese. In quel periodo, a Milano vigeva il ducato di Ludovico Maria Sforza, detto Ludovico Il Moro. In quel momento, Ludovico aveva grosso modo la stessa età di Leonardo, e come Leonardo voleva essere ricordato per le sue grandi gesta. Leonardo pertanto trovò in Ludovico Maria un vero e proprio mecenate, un uomo ambizioso in grado di finanziare tutte le sue opere. 

### Le opere di Leonardo a Milano

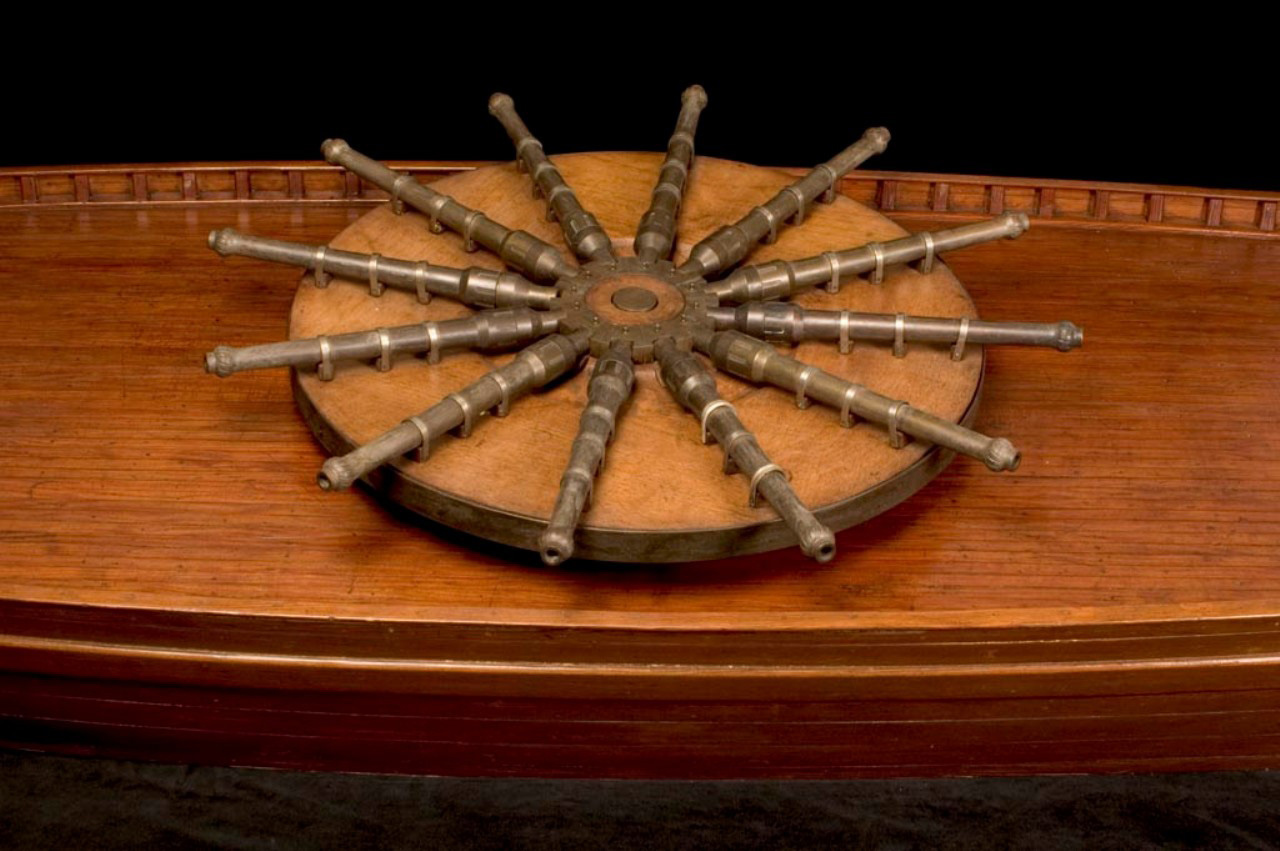
La bombarda multipla progettata da Leonardo da Vinci

Una volta giunto in città, Leonardo poté interfacciarsi con eminenti personalità della cultura milanese, tra le quali spiccavano il Bramante e Luca Pacioli, noto matematico. Trovatosi in una città in pieno risveglio culturale, Leonardo ebbe modo di far notare il suo genio. Inizialmente, propose al ducato opere di ingegneria militare come sottopassaggi segreti, cannoni e varie tipologie di bombarde. Queste proposte furono accettate dal ducato, ma Leonardo non si sentiva soddisfatto. Egli, infatti, puntò fin da subito a prendere il posto di Bartolomeo Gadio, ingegnere ducale prossimo al lasciare l'incarico per limiti d'età (60 anni all'incirca, età giusta per terminare il lavoro all'epoca).

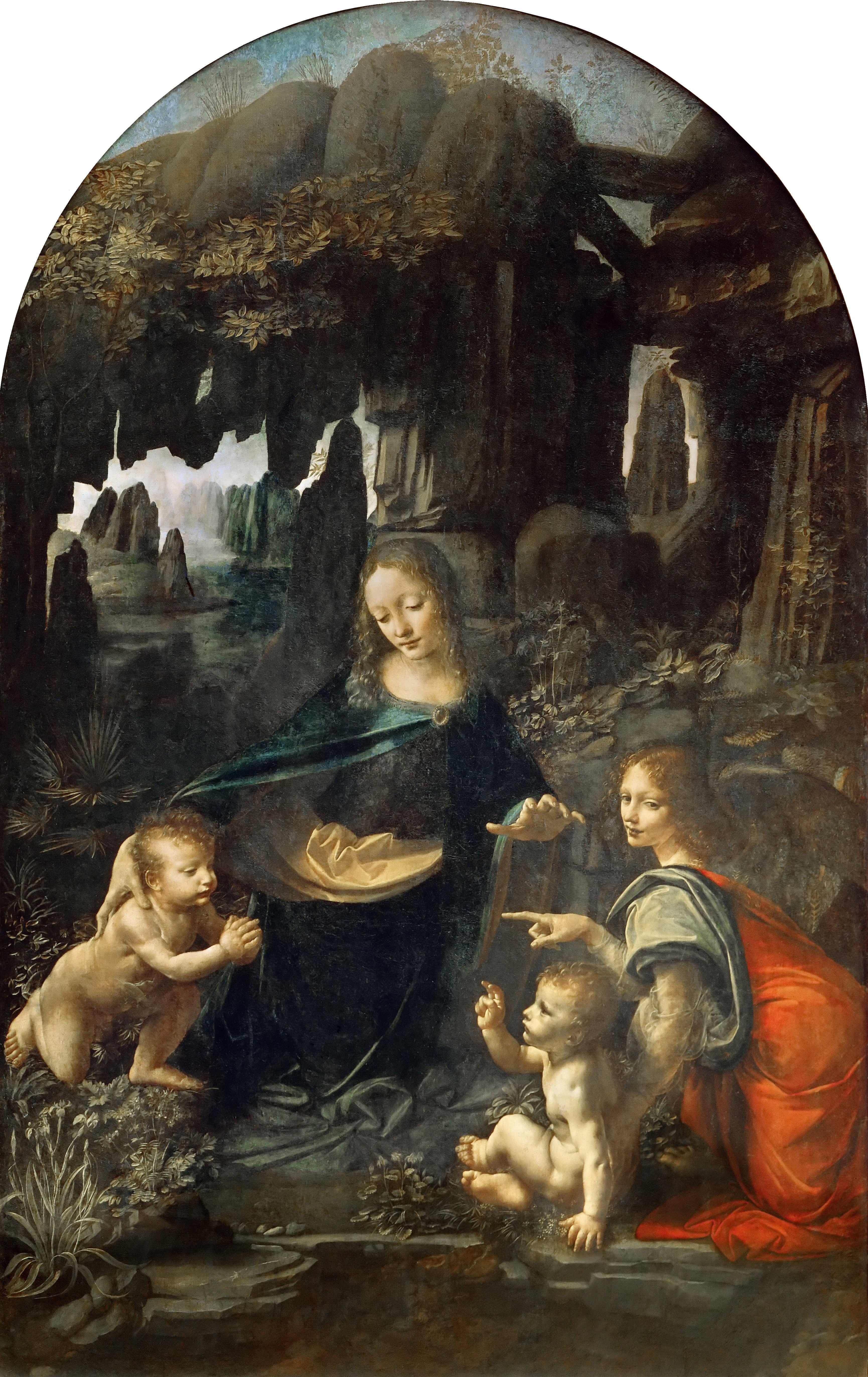
La Vergine delle Rocce, dipinta da Leonardo da Vinci.

La Dama con l'ermellino, dipinto di Leonardo da Vinci nel quale venne ritratta Cecilia Gallerani.

Successivamente, Leonardo si propose al ducato sotto varie vesti: ingegnere civile, ingegnere idraulico, pittore. Come pittore, dipinse uno dei dipinti più noti della storia, La Vergine delle Rocce, all'interno della chiesa di San Francesco Grande (appartenente alla Confraternita dell'Immacolata Concezione). L'opera non fu particolarmente apprezzata dalla Confraternita, ma il dipinto permise comunque a Leonardo di guadagnare parecchi punti presso il ducato. Successivamente, Leonardo si dedicò alla ritrattistica, altro importante aspetto della sua carriera di artista, dipingendo nel famoso ritratto della Dama con l'ermellino l'amante del duca Ludovico, la duchessa Cecilia Gallerani. 
Leonardo fu anche testimone della peste di Milano del 1485, rendendosi conto in prima persona di come modificare drasticamente le condizioni igienico sanitarie delle città avrebbe sicuramente aiutato ad evitare (o quanto meno arginare) il diffondersi di nuove pestilenze. Leonardo capì che i corsi d'acqua cittadini avrebbero aiutato a mantenere più pulita la città, e decise quindi di mettere all'opera il suo ingegno per aiutare il Duca di Milano. Questa ferma volontà di da Vinci venne favorita dal fatto che nel 1489 l'ingegnere ducale Bartolomeo Gadio si ritirò a vita privata, lasciando quindi libero il posto che Leonardo voleva dal suo arrivo a Milano. Il primo banco di prova di Leonardo in questa nuova posizione fu un evento di grande portata, ovvero la Festa del Paradiso. Leonardo venne poi incluso in progetti riguardanti il Duomo di Milano, il Castello Sforzesco e il duomo di Pavia. Fu proprio in quest'ultima città che a Leonardo venne l'idea di progettare sistemi di gestione delle acque a Milano. Studiando il corso del fiume Ticino, infatti, Leonardo progettò un sifone nel quale stipare l'acqua dei canali di irrigazione una volta irrigati i campi. Fu proprio in questa circostanza che Leonardo progettò nella sua mente le chiuse dei Navigli. 

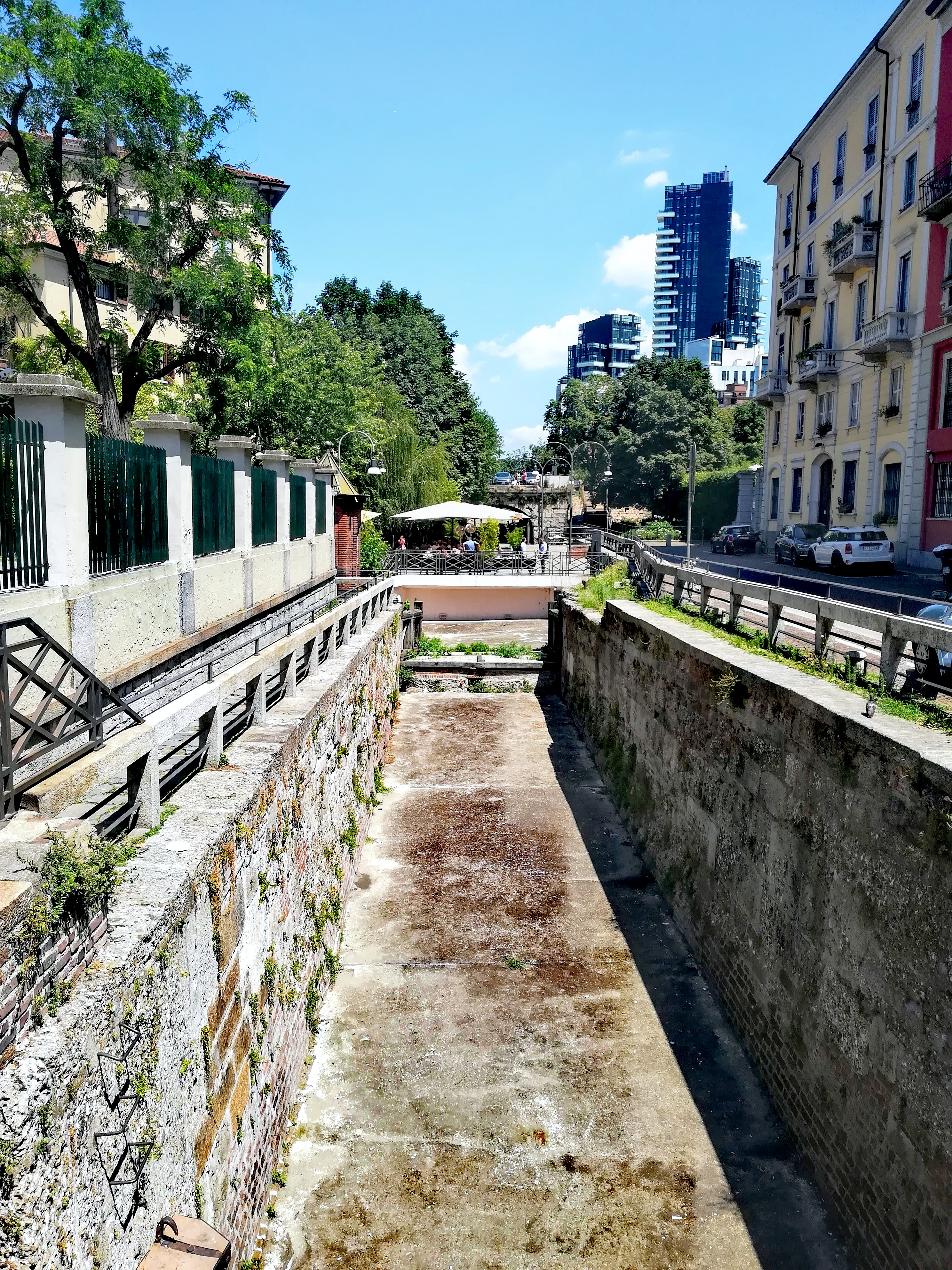
La Conca dell'Incoronata, localizzata in via San Marco a Milano.

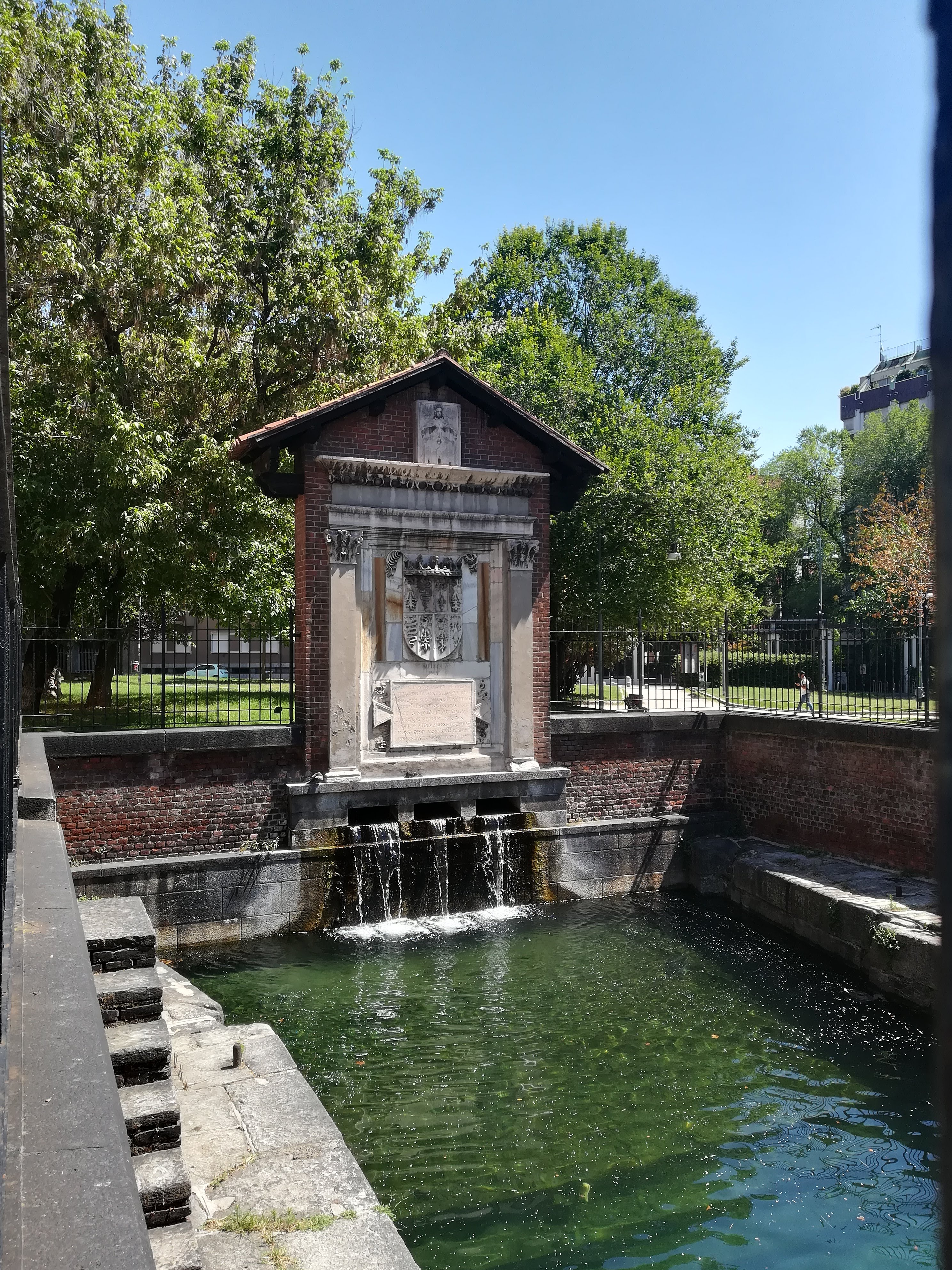
La Conca del Naviglio, precedentemente conosciuta come Conca di Viarenna, collocata in via Conca del Naviglio, a pochi passi da Piazza 24 Maggio a Milano.

I suoi principali progetti riguardarono i Navigli, le conche, i canali di irrigazione e le chiuse. Il progetto più importante venne commissionato dal duca a Leonardo nel 1496. Si trattava di una chiusa localizzata sul Naviglio di San Marco, che avrebbe consentito di collegare il Naviglio della Martesana con il Naviglio della cerchia interna dei Bastioni; questa chiusa è oggi conosciuta come Conca dell'Incoronata. Leonardo si occupò anche di altre chiuse: ristrutturò la conca di Cascina Conca sul Naviglio di Bereguardo, fece da consulente per la ristrutturazione della conca di Viarenna e si occupò in prima persona del collegamento dei Navigli con il Laghetto Nuovo di santo Stefano (che si trovava nell'odierna via Laghetto, accanto a via Festa del Perdono a Milano). L'opera di Leonardo sulle vie d'acqua a Milano fu un'opera di grande efficacia, che contribuì al miglioramento della circolazione di persone e di merci anche sulle vie d'acqua cittadine, donando alla città di Milano un'infrastruttura di viabilità in più. 

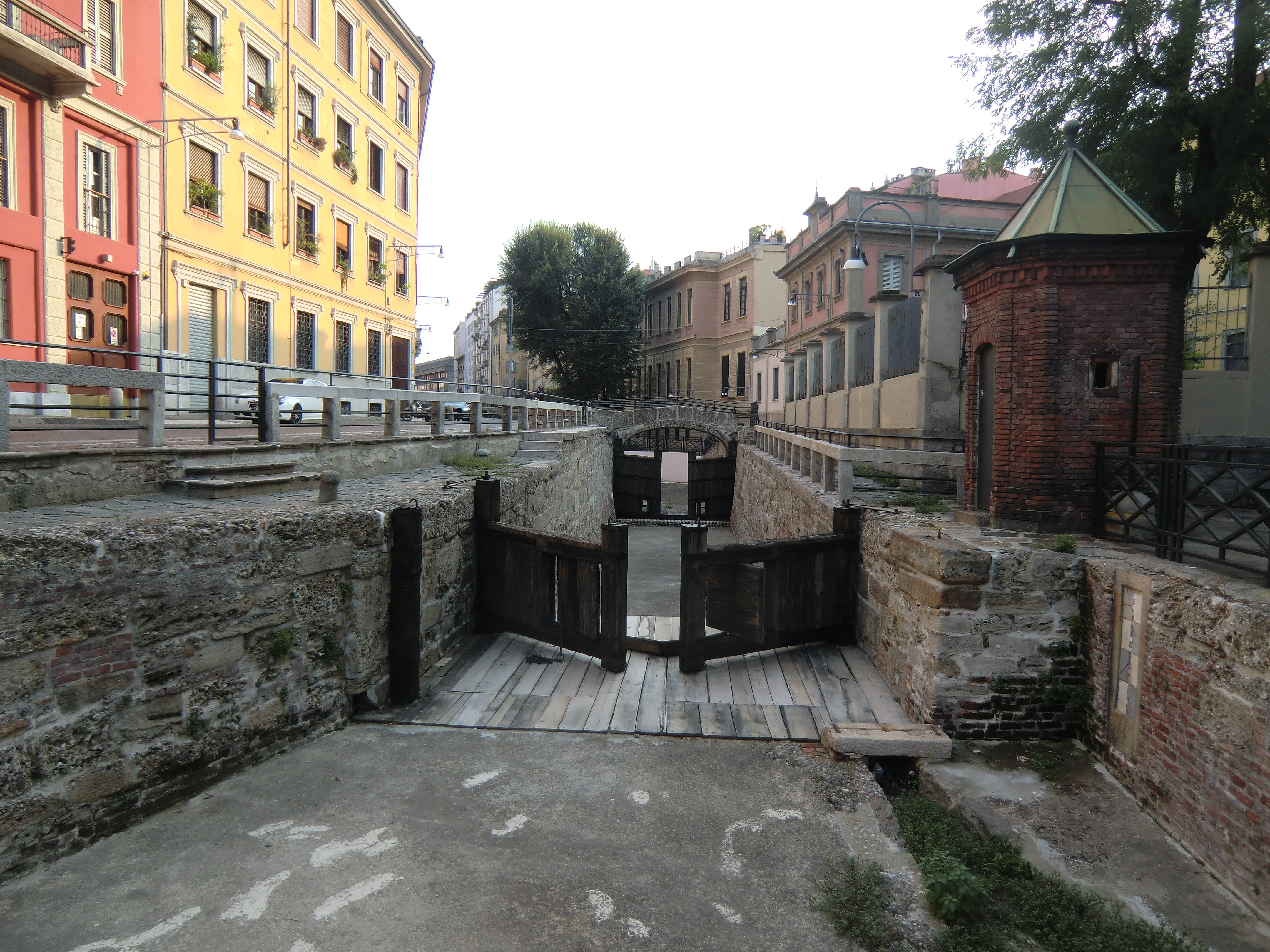
Foto della Conca dell'Incoronata, localizzata in Via San Marco a Milano.

### Dal 1457 al Ventennio fascista

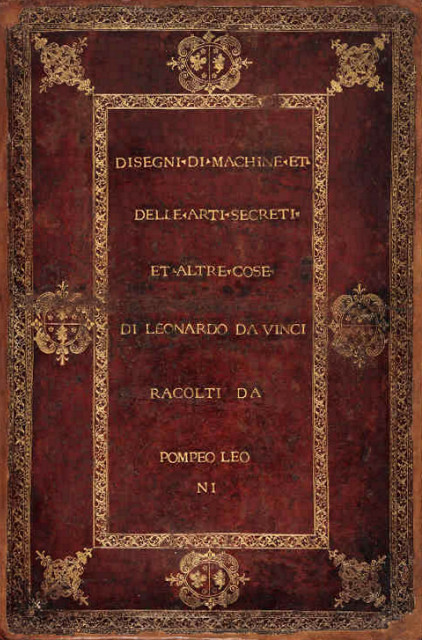
Il Codice Atlantico di Leonardo da Vinci

Il primo progetto riguardante le chiuse risaliva al 1457 ed era sato affidato all'ingegnere Bertola da Novate da Francesco Sforza, duca di Milano. Il compito dell'ingegnere era quello di costruire corso ed argini del Naviglio della Martesana e, di conseguenza, portare Milano ad avere vie d'acqua navigabili per facilitare il trasporto di grandi quantità di merci potenziando così il commercio cittadino. Facendo intervenire Bertola, Francesco Sforza portò Milano ad avere 90 km navigabili di corsi d'acqua, regolati tramite il sapiente uso di conche e chiuse.
Con l'arrivo di Leonardo, l'utilizzo delle conche e delle chiuse giunse al suo apice. Leonardo, infatti, progettò un complesso sistema di utilizzo delle chiuse per ovviare al problema del dislivello dei corsi d'acqua e soprattutto permise a Milano di avere un collegamento diretto con la Valtellina, raggiungibile da quel momento tramite i percorsi acquatici. Leonardo potenziò anche le precedenti infrastrutture, rendendo Milano una città interamente navigabile all'interno delle sue cerchie di mura.
I progetti di Leonardo riguardanti le chiuse e la regolazione dei flussi d'acqua sono conservati al Museo dei Navigli, localizzato a Villa Terzaghi a Robecco sul Naviglio. Altri rudimentali schizzi dei progetti delle chiuse sono rintracciabili tra le pagine del Codice Atlantico.
Le chiuse, dopo il grandioso intervento di Leonardo da Vinci, furono ristrutturate e/o modificate da altri ingegneri nel corso dei secoli successivi. Giuseppe Meda, ad esempio, progettò una chiusa nota come il "Castello d'Acqua". Questa chiusa avrebbe permesso di creare una sorta di fortezza difensiva distribuita su più livelli così da rendere difficile attaccare Milano partendo dai suoi corsi d'acqua. Meda tuttavia non vide mai la sua opera completa, finita solo due secoli dopo nel 1777 e conosciuta come il Naviglio di Paderno.
L'ultima grande modifica del corso dei Navigli a Milano venne operata dal team di ingegneri al servizio di Napoleone durante il suo periodo in Italia. Nel 1805, infatti, il generale francese ordinò che venisse completata la costruzione del Naviglio Pavese. Una volta completata l'opera, Milano arrivò alla sua massima estensione di collegamenti acquatici:
- Tramite il Naviglio Pavese, infatti, era possibile arrivare al Po e dal Po al mare.
- Tramite il Naviglio Grande ed il suo collegamento col Ticino si poteva raggiungere il Lago Maggiore.
- Tramite il Naviglio della Martesana ed il suo collegamento con l'Adda si poteva arrivare al Lago di Como.

Sotto Napoleone, dunque, Milano si trovò ad essere collegata con l'esterno come mai prima d'ora. Il capoluogo lombardo arrivò ad essere come le grandi città europee, iniziando il suo lungo percorso per diventare una metropoli cosmopolita.
Tuttavia, l'utilizzo delle chiuse si sarebbe azzerato poco più di un secolo: tra il 1929 ed il 1930 i Navigli furono quasi interamente interrati e ricoperti d'asfalto. Il regime fascista decise che Milano aveva bisogno di più strade sfaltate per diventare una vera capitale economica. A causa di tale provvedimento, dal 1930 sono visibili soltanto i corsi d'acqua del Naviglio Pavese, del Naviglio Grande e del Naviglio della Martesana. La cerchia interna dei Navigli, la grande opera di ingegneria idraulica cominciata da Leonardo e proseguita da altre grandi menti, scomparve per sempre. Le Chiuse sono ora visibili come mere testimonianze storico architettoniche, e non sono più in funzione, con l'eccezione della Chiusa di Leonardo in rari casi.

## Descrizione
Le Chiuse dei Navigli ancora visibili a Milano sono principalmente quattro: 
- La Conca del Naviglio, situata in via Conca del Naviglio a pochi passi da Piazza 24 Maggio.
- La Chiusa di Leonardo sul Naviglio Pavese, localizzata in via Alzaia Naviglio Pavese 52.
- La Chiusa di San Marco, detta "Conca dell'Incoronata", localizzata in via San Marco (l'operazione di ingegneria idraulica più importante di Leonardo da Vinci a Milano).
- La Chiusa chiamata "Conca Fallata", localizzata lungo l'Alzaia Naviglio Pavese nei pressi di via Chiesa Rossa lungo il Naviglio Pavese, dirigendosi verso Rozzano.

Altre chiuse sono posizionate lungo i corsi dei fiumi Adda e del Ticino, ma non sorgono su suolo milanese.

### Funzionamento
Le Chiuse, note anche come conche, sono divise su tre livelli: la vasca di riempimento, i due sbarramenti e lo scolmatore. 
La vasca di riempimento contiene un livello d'acqua identico a quello del corso d'acqua a valle del corso d'acqua stesso. I due sbarramenti, invece, chiudono il corso d'acqua sopra e sotto, permettendo di regolarne il flusso. Infine, lo scolmatore permette di svuotare il tratto centrale del canale riportando il canale alla situazione originaria. Il funzionamento era il seguente:
1. Le imbarcazioni entravano nella vasca di riempimento e alle loro spalle veniva chiuso il primo sbarramento
2. dallo sbarramento frontale veniva fatta entrare l'acqua, che permetteva di portare la vasca di riempimento allo stesso livello del resto del corso d'acqua;
3. una volta parificati i livelli, veniva aperto lo sbarramento frontale e l'imbarcazione poteva precedere con la navigazione;
4. una volta passata l'imbarcazione, lo sbarramento frontale si richiudeva e l'acqua passava dalla vasca di riempimento allo scolmatore (ovvero la sezione che permetteva all'acqua di defluire riportando la situazione del corso d'acqua al momento iniziale).[27]

Dal 2015, dopo la fine di Expo, le Chiuse sono divenute luoghi di mera testimonianza di storia ingegneristica. L'unica chiusa ancora in funzione (parzialmente e raramente) è la chiusa di Leonardo in via Alzaia Naviglio Pavese 52. Essa è raramente in funzione poiché sul Naviglio Pavese le crociere sono state quasi azzerate; viene ancora attivata in casi specifici, come visite diplomatiche o eventi sociali di una certa rilevanza. Quando la chiusa è in funzione, il flusso d'acqua del Naviglio Pavese permette alle imbarcazioni di proseguire la navigazione tramite il sistema già descritto. La chiusa non viene più azionata manualmente ma da remoto tramite un impulso elettrico. Tuttavia, la chiusa del Naviglio Pavese sta lentamente cadendo in disuso.